# José Luis Munguía
José Luis Munguía (28. října 1959, San Salvador – 24. března 1985) byl salvadorský fotbalový brankář. Zemřel 24. března 1985 ve věku pouhých 25 let během autonehody.

## Fotbalová kariéra
Byl členem salvadorské reprezentace na Mistrovství světa ve fotbale 1982, ale v utkání nenastoupil. Reprezentoval Salvador v 5 utkáních kvalifikace mistrovství světa. Na klubové úrovni chytal za tým CD FAS.